# Richard Vivien
Richard Vivien (ur. 25 marca 1964 w Torigni-sur-Vire) – francuski kolarz szosowy, złoty medalista mistrzostw świata w kategorii amatorów.

## Kariera
Największy sukces w karierze Richard Vivien osiągnął w 1987 roku, kiedy zdobył złoty medal w wyścigu ze startu wspólnego amatorów podczas mistrzostw świata w Villach. W zawodach tych wyprzedził bezpośrednio Niemca Hartmuta Böltsa oraz Duńczyka Alexa Pedersena. Był to jednak jedyny medal wywalczony przez Viviena na międzynarodowej imprezie tej rangi. Ponadto wygrał między innymi Ronde de l'Oise w 1987 roku, Ruban Granitier Breton w 1991 roku oraz Tour de la Manche w 1993 roku. W 1989 roku był drugi w klasyfikacji generalnej niemieckiego Rheinland-Pfalz-Rundfahrt, a w 1990 roku zajął trzecie miejsce w Tour de Normandie. Nigdy nie wystąpił na igrzyskach olimpijskich.

## Najważniejsze zwycięstwa i sukcesy
- 1987
  - mistrzostwo świata amatorów w wyścigu ze startu wspólnego
  - 2. Duo Normand
- 1989
  - 2. Duo Normand
- 1991
  - 1. Tour de Bretagne Cycliste
  - 1. Ruban Granitier Breton